# Blackbird (песня Norma John)
«Blackbird» (рус. Чёрный дрозд) — песня финской группы «Norma John», представленная на конкурсе «Евровидение-2017» в Киеве.

## Евровидение
Norma John объявили о своем участии в «Uuden Musiikin Kilpailu 2017», национальном отборе Финляндии на «Евровидение-2017» 23 ноября 2016 года. Они участвовали в финале, состоявшемся 28 января 2017 года, они выиграли и были объявлены победителями. Они представляли Финляндию на Евровидении 2017 года. Финляндия участвовала в первой половине первого полуфинала, но не дошла до финала.

## Композиция
| №  | Название    | Длительность |
| -- | ----------- | ------------ |
| 1. | «Blackbird» | 3:07         |